# Aega truncata
Aega truncata là một loài chân đều trong họ Aegidae. Loài này được Richardson miêu tả khoa học năm 1910.